# Südliche Yan
Die Südliche Yan (chinesisch 南燕, Pinyin Nányàn; 398-410) war ein Staat der Xianbei-Volksgruppe während der Zeit der Sechzehn Reiche in China. Sein Territorium stimmte in etwa mit dem heutigen Shandong überein.  Ihr Gründer Murong De war ein Sohn von Murong Huang und Bruder von Murong Jun und Murong Chui und war deshalb ein kaiserlicher Prinz während der Früheren Yan und Späteren Yan.
Alle Herrscher der Südlichen Yan riefen sich selbst zu "Kaisern" aus.

## Herrscher der Südlichen Yan
| Tempelnamen            | Postumer Name        | Familienname und Vorname | Dauer der Herrschaft | Äranamen und ihre Dauer                                         |
| ---------------------- | -------------------- | ------------------------ | -------------------- | --------------------------------------------------------------- |
| Shizong (世宗 Shìzōng) | Xianwu (獻武 Xiànwǔ) | 慕容德 Mùróng Dé         | 398-405              | Yanwang (燕王 Yànwáng) 398-400 Jianxing (建平 Jiànpíng) 400–405 |
| existiert nicht        | Houzhu (後主 Hòuzhǔ) | 慕容超 Mùróng Chāo       | 405-410              | Taishang (太上 Taìshàng) 405–410                                |